# Scalenus tibialis
Scalenus tibialis là một loài bọ cánh cứng trong họ Cerambycidae.